# Paspalum jaliscanum
Paspalum jaliscanum är en gräsart som beskrevs av Mary Agnes Chase och Albert Spear Hitchcock. Paspalum jaliscanum ingår i släktet tvillinghirser, och familjen gräs. Inga underarter finns listade i Catalogue of Life.